# Nothischnus riverai
Nothischnus riverai är en stekelart som beskrevs av Porter 1967. Nothischnus riverai ingår i släktet Nothischnus och familjen brokparasitsteklar. Inga underarter finns listade i Catalogue of Life.